# 木村雅史
木村 雅史（きむら まさふみ、1977年3月3日 - ）は、日本の男性声優、ナレーター。青森県出身。ぷろだくしょんバオバブ所属。

## 人物
声種は普段は低いが、声を張ることで高くなる。
声優としては、テレビアニメ、外画吹き替えを中心に活躍。ゲーム、ナレーションなども行っている。
趣味は散歩。方言は東北弁（南部弁）。
吹き替えでは主にディーン・ノリスを担当している。

## 出演
太字はメインキャラクター。

### テレビアニメ
1999年
- おジャ魔女どれみ（1999年 - 2001年、ガザマドン、ひげ親父、サンタクロース、大沢権太郎、スコット・クルーガー 他） - 3シリーズ
- 神風怪盗ジャンヌ（春田刑事）
- 金田一少年の事件簿（1999年 - 2015年、正野刑事、学生、高遠遙一の父） - 2シリーズ
- クレヨンしんちゃん（1999年 - 2023年、ガソリンスタンド店員、木野小太郎、ポーさん、ヨナカーン、老人C 他）
- デジモンアドベンチャー（ホエーモン）
- パワーストーン（ガルーダ）
- レレレの天才バカボン（サルでごザル、風呂屋のオヤジ）

2000年
- STRANGE DAWN（村長）
- デジモンアドベンチャー02（2000年 - 2001年、賢の父、メラモン、米軍司令官）

2001年
- サイボーグ009 THE CYBORG SOLDIER（2001年 - 2002年、警官、補佐官）
- ジャングルはいつもハレのちグゥ（パイロット）
- 超GALS!寿蘭（美術教師、運転手）
- 星界の戦旗II（艦長、刑務官B、艦内アナウンス、ラーシュカウ通信参謀）
- 旋風の用心棒（銀鮫社員）
- デジモンテイマーズ（ゴブリモン、政府次官、ヴィカラーラモン、ジジモン）
- 破邪巨星Gダンガイオー（デューク、バフォメッド、警備兵A、スタッフ）
- バビル2世（作業員、ゴーレム、操縦士、刑事）
- 魔法少女猫たると（カスター / 仮面の男B / 三銃士B、櫻持教授）
- 名探偵コナン（2001年 - 2024年、豆原、山根刑事、バーニィ、袋小路、神田智、笹森隆司、青木悟、武藤正平、金輪芯介、火田啓介、円崎源司 他）

2002年
- 忍たま乱太郎（2002年 - 2025年、敵兵、雪鬼〈3代目〉、水あめ屋主人、侍、客 他）

2003年
- 明日のナージャ（八百屋）
- クロノクルセイド（ヴィド）
- スクラップド・プリンセス（ドレイク）
- DEAR BOYS（審判）
- 成恵の世界（運転手、親父、アバロン人B）
- ポポロクロイス（クオーツ）
- ルパン三世 お宝返却大作戦!!

2004年
- 犬夜叉（厨子鼠）
- 北へ。〜Diamond Dust Drops〜（市場のオヤジ、源さん）
- SAMURAI 7（シュウサイ 他）
- 火の鳥（兵）

2005年
- あたしンち（2005年 - 2008年、丸山、店員A、工場長、解説）
- ギャラリーフェイク（父）
- ドラえもん（テレビ朝日版第1期）（郵便局員）
- ドラえもん（テレビ朝日版第2期）（2005年 - 2020年、政治家、兵士C、兵士B、恐竜、代官、密猟者A 他）
- トランスフォーマー ギャラクシーフォース（ダイノシャウト、ロードストーム、メガロコンボイ）
- フルメタル・パニック! The Second Raid（部下A〈ゲイツの部下〉、隊員C）

2006年
- エア・ギア（ブッチャの父）
- おとぎ銃士 赤ずきん（2006年 - 2007年、鈴風純太朗）
- コードギアス 反逆のルルーシュ（校長）
- 史上最強の弟子ケンイチ（星野）
- 太陽の黙示録（男性）
- タマ&フレンズ 探せ!魔法のプニプニストーン
- D.Gray-man（チャールズ）
- デジモンセイバーズ（ジュレイモン）
- 内閣権力犯罪強制取締官 財前丈太郎（殺し屋A〈神父〉）
- 夜明け前より瑠璃色な 〜Crescent Love〜（ライオネス・テオ・アーシュライト）

2007年
- おじゃる丸（団子屋）
- Devil May Cry（悪魔）
- NARUTO（砂の里の上役）
- ロケットガール（管制官）

2008年
- 古代王者 恐竜キング Dキッズ・アドベンチャー 翼竜伝説（武田信玄）
- ゴルゴ13（リーガン）
- ソウルイーター（シド・バレット）
- テイルズ オブ ジ アビス（現場監督）
- ドラゴノーツ -ザ・レゾナンス-（ジルアード国王）
- ドルアーガの塔 〜the Aegis of URUK〜（ボスクサラック）
- ポルフィの長い旅（村長、大人A）

2009年
- NARUTO -ナルト- 疾風伝（2009年 - 2012年、大黒天善、岩狂、黄ツチ）
- はっけん たいけん だいすき!しまじろう
- 東のエデン（闇金B）
- FAIRY TAIL（2009年 - 2024年、ヤジマ、クルックス、バルサミコ、オルガ 他） - 4シリーズ
- BLEACH（2009年 - 2011年、天譴、霧風、春ヶ崎晴蔵）
- フレッシュプリキュア!（山吹正）

2010年
- ご姉弟物語（琢郎）
- COBRA THE ANIMATION（シックス）
- スティッチ! 〜ずっと最高のトモダチ〜（2010年 - 2012年、シェフ、梨園のおじさん） - 1シリーズ + 特別編
- そらのおとしものf（実況、体育教師）
- HEROMAN（スタリオン）

2011年
- たまゆら〜hitotose〜（モーさん）
- とある魔術の禁書目録 シリーズ（2011年 - 2019年、ローマ教皇〈マタイ＝リース〉） - 2シリーズ
- ドラゴンクライシス!
- トリコ（2011年 - 2013年、バリーガモン、ララ）
- フラクタル（クレインの父、電波塔の男）
- 星空へ架かる橋（円佳の祖父）

2012年
- エウレカセブンAO（アラタ・ミツオ）
- エリアの騎士（阿久津監督）
- LUPIN the Third -峰不二子という女-（情夫）
- ROBOTICS;NOTES（小林先生）

2014年
- ガイストクラッシャー（フクサ）
- ガンダムビルドファイターズトライ（成練高専顧問）
- キャプテン・アース（阿賀）
- 咲-Saki- 全国編（実況）
- ソウルイーターノット!（シド・バレット）
- 棺姫のチャイカ（クラーケン） - 2シリーズ

2015年
- うしおととら（中村米次、上の方A、上の方、運転手）
- うたわれるもの 偽りの仮面（ミカド）
- 牙狼-GARO- -炎の刻印-（パンチョ）
- 銀魂゜（銀河魔王ティラミス）
- 血界戦線（ジャグラノーズ）
- 蒼穹のファフナー EXODUS（立上真幸）

2016年
- 甲鉄城のカバネリ（四文）
- シュヴァルツェスマーケン（ホルツァー・ハンニバル）
- 魔法つかいプリキュア!（2016年 - 2025年、グスタフ） - 2シリーズ

2017年
- 神撃のバハムート VIRGIN SOUL（マフィアボス）
- ONE PIECE（2017年 - 2018年、ゴッティ、シャーロット・オーブン）

2018年
- フルメタル・パニック! Invisible Victory（ロジャー・サンダラプタ）
- 妖怪ウォッチ シャドウサイド（店主）
- 銀河英雄伝説 Die Neue These 邂逅（ボロディン）
- バキ（レスラー）

2019年
- モブサイコ100 II（矢部総理大臣）
- パズドラ（2019年 - 2023年、勇）
- ありふれた職業で世界最強（2019年 - 2022年、エリヒド国王 / エリヒド・S・B・ハイリヒ） - 2シリーズ

2020年
- プリンセスコネクト!Re:Dive（ペコリーヌ父）

2021年
- 新幹線変形ロボ シンカリオンZ（大曲タネビ）
- EDENS ZERO（イリーガ）
- デジモンアドベンチャー:（ジジモン）
- 出会って5秒でバトル（美奈子の彼氏）

2022年
- ルパン三世 PART6（警備部長）
- ニンジャラ（レナード）
- うたわれるもの 二人の白皇（ミカド、兄）
- 転生したら剣でした（タルゥア）

2023年
- 英雄王、武を極めるため転生す 〜そして、世界最強の見習い騎士♀〜（カーリアス国王）
- 異世界ワンターンキル姉さん 〜姉同伴の異世界生活はじめました〜（デリヴン）
- 王様ランキング 勇気の宝箱（ドドン）
- おしりたんてい（オトータン）
- 地獄楽（ヌルガイの祖父）
- 異世界はスマートフォンとともに。2（ワルダック宰相）

2024年
- オーイ!とんぼ（2024年 - 2025年、ひのきの父）

### 劇場アニメ
2000年
- エスカフローネ（兵）
- 銀河鉄道999 ガラスのクレア 3D版（オペレーターA）

2001年
- スレイヤーズぷれみあむ（街の男）

2002年
- エクスドライバー Nina & Rei Danger Zone
- シックス・エンジェルズ（囚人B）

2003年
- もも子、かえるの歌がきこえるよ。（校長先生）

2004年
- Pa-Pa-Pa ザ★ムービー パーマン タコDEポン!アシHAポン!（男C）

2006年
- 映画ドラえもん のび太の恐竜2006（手下D）

2007年
- 河童のクゥと夏休み（カメラマン）
- 甲虫王者ムシキング スーパーバトルムービー 〜闇の改造甲虫〜（オオクワガタB）
- 真救世主伝説 北斗の拳 ラオウ伝 激闘の章

2009年
- テイルズ オブ ヴェスペリア 〜The First Strike〜（エルヴィン）

2010年
- 劇場版 3D あたしンち 情熱のちょ〜超能力 母大暴走!（マスター）
- ジュノー（長官）

2011年
- クレヨンしんちゃん 嵐を呼ぶ黄金のスパイ大作戦（研究員）
- 劇場版 そらのおとしもの 時計じかけの哀女神（実況）
- 手塚治虫のブッダ -赤い砂漠よ!美しく-

2012年
- アシュラ
- クレヨンしんちゃん 嵐を呼ぶ!オラと宇宙のプリンセス（イツゴのおじさん）

2015年
- クレヨンしんちゃん オラの引越し物語 サボテン大襲撃（肉屋さんの店長）
- 映画 妖怪ウォッチ エンマ大王と5つの物語だニャン!（ユウトの父）

2017年
- 映画 プリキュアドリームスターズ!（グスタフ）

2018年
- クレヨンしんちゃん 爆盛!カンフーボーイズ〜拉麺大乱〜（ワン）

2019年
- クレヨンしんちゃん 新婚旅行ハリケーン 〜失われたひろし〜（ホバクラ）

2022年
- ONE PIECE FILM RED（シャーロット・オーブン）

2024年
- 劇場版 忍たま乱太郎 ドクタケ忍者隊最強の軍師（雪鬼）

2025年
- ヴァージン・パンク Clockwork Girl（ディクソン（懸賞金センターの警官））

### OVA
- サクラ大戦 轟華絢爛（1999年、福造、棟梁）
- エクスドライバー（2000年、医師）
- ジオブリーダーズ（2000年、職員、ハウンド隊員）
- 名探偵コナン 謎のすい星怪獣を追え！（2001年、プロデューサー）
- ジャングルはいつもハレのちグゥ FINAL（2003年、男）
- MUNTO 時の壁を越えて（2005年、シゲル、艦長）
- 名探偵コナン 女子高生探偵 鈴木園子の事件簿（2008年、大下武男）
- TO（2009年、マイケル）
- FAIRY TAIL 〜妖精学園 ヤンキー君とヤンキーちゃん〜（2011年、クルックス）

### Webアニメ
- リーンの翼（2005年、ガンズ）
- 幕末機関説 いろはにほへと（2006年、藩重職、遊軍隊士）
- B: The Beginning（2018年、医師）
- 聖闘士星矢: Knights of the Zodiac（2019年、ジャンゴ）
- スーパードラゴンボールヒーローズ 宇宙創成編プロモーションアニメ（2020年 - 2021年、Dr.W / Dr.ウィロー）
- PLUTO（2023年、アドルフ）

### ゲーム
1996年
- ドラゴンフォース（ゴルダーク）

1997年
- スペクトラルフォース（ガイザー）

1998年
- スペクトラルフォース2（ガイザー）

1999年
- 金田一少年の事件簿3 青龍伝説殺人事件（大森芳樹）

2000年
- パンチマニア 北斗の拳（トキ、デビル・リバース、ウイグル獄長、リュウケン、バロナ、アルフ）
- 北斗の拳 激打2 〜タイピング覇王〜（コウリュウ、フドウ 他）
- メックウォーリア4 ヴェンジェンス 日本語版（ゴンザレス）

2002年
- SIMPLE2000シリーズ Vol.17 THE推理 〜新たなる20の事件簿〜（ローズ）

2004年
- クラッシュ・バンディクー 爆走!ニトロカート（タイニータイガー）

2005年
- クラッシュ・バンディクー がっちゃんこワールド（クランチ・バンディクー）
- サクラ大戦V 〜さらば愛しき人よ〜（カルロス）
- SEGA AGES 2500シリーズ Vol.18 ドラゴンフォース（ゴルダーク）
- テイルズ オブ ジ アビス（トリトハイム）
- 鋼の錬金術師3 神を継ぐ少女（クレイギンの部下）

2007年
- アサシン クリード（ガルニエ・ド・ナプルス）
- Crysis（プロフェット / ローレンス・バーンズ）
- ゴッド・オブ・ウォーII 終焉への序曲（テュポン、バーバリアン・キング）
- チョコボの不思議なダンジョン 時忘れの迷宮（ゲイル市長）
- レインボーシックス ベガス（ディング・ロドリゲス 他）

2008年
- ヴァルキリープロファイル 咎を背負う者（ドュエイン、オーギュスト・ホーン、マーレイ執事）
- クレヨンしんちゃん 嵐を呼ぶ シネマランド カチンコガチンコ大活劇!
- 白騎士物語
- ソウルイーター メデューサの陰謀（シド・バレット）
- ソウルイーター モノトーン プリンセス（シド・バレット）
- シドとチョコボの不思議なダンジョン 時忘れの迷宮DS+（ゲイル市長）
- チョコボと魔法の絵本 魔女と少女と5人の勇者（ゲイル編集長）
- レインボーシックス ベガス 2（ディング・ロドリゲス）
- RESISTANCE2

2009年
- スターオーシャン4 -THE LAST HOPE-（グラフトン）
- ソウルイーター バトルレゾナンス（シド・バレット）

2010年
- 戦国BASARA3（佐竹義重）
- エルソード
- テイルズ オブ グレイセス エフ（兵士）

2011年
- Crysis 2（プロフェット / ローレンス・バーンズ）

2012年
- GRAVITY DAZE/重力的眩暈:上層への帰還において彼女の内宇宙に生じた摂動（オージン、アドロ）
- 第2次スーパーロボット大戦OG（リッジ・グラスノフ）
- チョコットランド（グールゲイター）

2013年
- Crysis 3（プロフェット / ローレンス・バーンズ）
- ARMORED CORE VERDICT DAY（D）
- ガイストクラッシャー（フクサ）
- The Last of Us（黒人のギャング、ファイヤーフライの隊員）
- ティアーズ・トゥ・ティアラII 覇王の末裔（古参兵C）
- BEYOND: Two Souls

2014年
- KILLZONE SHADOW FALL
- 第3次スーパーロボット大戦Z 時獄篇/天獄篇

2015年
- うたわれるもの 偽りの仮面（帝）
- シュヴァルツェスマーケン 紅血の紋章（ホルツァー・ハンニバル）
- The Order:1886

2016年
- League of Legends（アリスター、オラフ、トランドル、マオカイ）
- Furi（ライン）
- うたわれるもの 二人の白皇（帝）

2017年
- GRAVITY DAZE 2/重力的眩暈完結編:上層への帰還の果て、彼女の内宇宙に収斂した選択（オージン、アドロ)
- 仁王
- フォーオナー（レイダー〈男〉）
- ホライゾン ゼロ・ドーン
- みんなのGOLF

2018年
- サガ スカーレット グレイス 緋色の野望（モンド）

2019年
- THE KING OF FIGHTERS ALLSTAR（イグニス）
- WAR OF THE VISIONS ファイナルファンタジー ブレイブエクスヴィアス 幻影戦争（ムラガ・フェネス）

2020年
- スーパードラゴンボールヒーローズ ビッグバンミッション（Dr.ダブリュー）
- ドカポンUP！ 〜夢幻のルーレット〜（帝）

2021年
- GUILTY GEAR -STRIVE-（ゴールドルイス＝ディキンソン） - DLC追加キャラクター
- テイルズ オブ アライズ（デダイム）

2022年
- 刀剣乱舞無双（島左近）
- ドラゴンクエストX オンライン（ウラード国王）
- ドラゴンクエストX 目覚めし五つの種族 オフライン（ウラード国王）
- モノクロームメビウス 刻ノ代贖（帝）

2023年
- ドラゴンクエストモンスターズ3 魔族の王子とエルフの旅（ギガデーモン）

2024年
- ドラゴンボール Sparking! ZERO（Dr.ウイロー）

### ドラマCD
- 王子様のつくりかた（学園長）
- 歓楽の都 手折られた青い百合 駒崎優（国王）
- ケダモノは二度笑う（ボーイ）
- テイルズ オブ ヴェスペリア 〜The First Strike〜（エルヴィン）
- 天狗神（前鬼）
- トリニティ・ブラッド R.A.M.II 第III章 OVERCOUNT（曹長 他）
- 世界は恋で満ちている（和倉の兄）
- FRESH&BLOOD1・9（サンティリャーナ侯爵）
- りょー子先生の診療室〜悩める子羊には愛のムチよ〜
- ローゼンクロイツシリーズ
  - 第2幕 ログリスの聖獣（シノーポリ卿）
  - 第3幕 ドーンの悪夢（バウチャー男爵）

### 吹き替え

#### 担当俳優
ヴィニー・ジョーンズ
- X-MEN:ファイナル ディシジョン（ケイン・マルコ / ジャガーノート）※劇場公開版
- 大脱出（ドレーク）
- マスケティアーズ/パリの四銃士（マルタン・ラバルジュ）

ジョン・リス＝デイヴィス
- エル・コロナド 秘境の神殿（ラモス大統領）
- サイレント・ワールド2013（ラルフ・ディラード大佐）
- ポンペイ2014（カルロ・ディラード大佐）
- ワンス・アポン・ア・タイム (season 4)（パビー〈声〉）

ディーン・ノリス
- 交渉人（スコット）※テレビ朝日版
- ザ・ワン（シーゲル）
- シークレット・アイズ（バンピー・ウィルズ）
- 手紙は憶えている（ジョン・コランダー）
- デス・ウィッシュ（ケヴィン・レインズ刑事）
- ブレイキング・バッド（ハンク・シュレイダー）
- ベター・コール・ソウル シーズン5（ハンク・シュレイダー）
- LOST シーズン5 #13（ハワード・グレイ）

フォレスト・ウィテカー
- トワイライト・ゾーン（ホスト）
- バンテージ・ポイント（ハワード・ルイス）
- レポゼッション・メン（ジェイク）

#### 映画
- アイ・アム・レジェンド（大統領）※テレビ朝日版
- アイアンマン（将軍〈ビル・スミトロヴィッチ〉、アレン少佐〈ティム・ギニー〉）※テレビ朝日版
  - アイアンマン2 ※テレビ朝日版
- アカデミー 栄光と悲劇（ハロルド・ニコラス）
- アグリーズ（アズ〈ジェイ・デヴォン・ジョンソン〉）
- アナコンダ2（会社重役〈デニス・アーント〉）
- アナコンダ3
- アバター:ウェイ・オブ・ウォーター[39]
- アパルーサの決闘（ミュラー弁護人）
- アラクニア（ウィーヴァー大佐）
- アリータ:バトル・エンジェル（グリュシカ〈ジャッキー・アール・ヘイリー〉[40]）
- アルナーチャラム 踊るスーパースター（プラダープ）
- アルマゲドン（ナイトクラブの客）※フジテレビ版
- アレクサンドリア（テオン〈マイケル・ロンズデール〉）
- 安市城 グレート・バトル（太宗〈パク・ソンウン〉）
- 怒りの戦場 CODE:PIRANHA（ジマ）
- インセプション（ユスフ〈ディリープ・ラオ〉[41]）※劇場公開版
- インソムニア ※テレビ朝日版
- ウーマン・イン・ザ・ウィンドウ（リトル刑事〈ブライアン・タイリー・ヘンリー〉）
- ヴァン・ヘルシング ※テレビ朝日版
- ウインド・リバー（マット〈ジョン・バーンサル〉、マーティン・ハンソン〈ギル・バーミンガム〉）
- ウォークラフト（ブラックハンド〈クランシー・ブラウン〉）
- 失われた世界
- ウソから始まる恋と仕事の成功術（ジム〈フィリップ・シーモア・ホフマン〉）
- ウルフマン（シーマス）
- エージェント・ゾーハン（ハムディ〈サイード・バッドレヤ〉）
- エアポート'04
- 栄光のランナー/1936ベルリン
- エイリアン バスターズ（マンフレッド・ソールズベリー〈R・リー・アーメイ〉）
- エスケープ・フロム・アフガン
- エド・ゲイン（エド・ゲイン〈ケイン・ホッダー〉）
- エネミー・ライン3 激戦コロンビア
- オーシャンズ11（ベネディクトの手下の双子）※ソフト版、（ブルーザー）※フジテレビ版
- オー・ブラザー!（ジュニア〈デル・ペンテコスト〉）
- お願い!プレイメイト
- ガーディアンズ・オブ・ギャラクシー（ラヴェジャー操縦士）
- 快盗ブラック・タイガー
- カサブランカ（アラブ人、ナレーション）※スター・チャンネル版
- ガタカ（シーザー〈アーネスト・ボーグナイン〉）※BD版
- カットバック
- 彼女はモンスター・ファイター（かかし〈ステファノ・ジュリアネッティ〉）
- カリートの道 暗黒街の抗争（ナチョ・レイエス〈ルイス・ガスマン〉）
- ガリシアの獣（アントニオ）
- カントリーベアーズ（イグジビット）
- カンフー・カルト・マスター 魔教教主（チャン・サンフン〈サモ・ハン・キンポー〉）※DVD版
- 危険な情事（ハワード〈トム・ブレナン〉）※追加収録部分
- キプール 勝者なき戦場（ノア少佐）
- ギャザリング
- キャッチ・ミー・イフ・ユー・キャン
- キャプティビティ（ベン・デクスター〈プルイット・テイラー・ヴィンス〉）
- ギャングスターズ 明日へのタッチダウン
- キルミー・レイター 崖っぷち逃避行（ジェイソン〈トム・ヒートン〉）
- クォ・ヴァディス（巨人ウルスス）
- 計画殺人
- ゲット・ア・チャンス!
- 拳神 KENSHIN（ナレーション）
- 恋する遺伝子（配達係〈デリック・カールトン・グラント〉）※ソフト版
- 恋はハッケヨイ!
- コラテラル（シルヴェスター・クラーク）
- ザ・インタープリター（ロリー・ロッブ）
- サウンド・オブ・サイレンス ※テレビ朝日版
- サハラ 死の砂漠を脱出せよ（ザカラ、オマール）※テレビ東京版
- ザ・フォッグ（ハンク）
- ザ・メキシカン（ラウール）※ソフト版、（ボビー・ヴィクトリー）※テレビ朝日版
- ザ・ランドロマット -パナマ文書流出-（リチャード・パリス船長〈ロバート・パトリック〉）
- 三銃士/王妃の首飾りとダ・ヴィンチの飛行船 ※テレビ朝日版
- サンディ・ウェクスラー（フィルツ〈ロブ・シュナイダー〉）
- サンドラ・ブロック in アマゾン（ペドロサ）
- SHE SAID/シー・セッド その名を暴け（ディーン・バケット〈アンドレ・ブラウアー〉）
- シェフ 三ツ星フードトラック始めました（カール・キャスパー〈ジョン・ファヴロー〉）
- 16ブロック（ドミニク）※ソフト版
- ジャスティス（クローミン〈スコット・マイケル・キャンベル〉）
- ジャックと天空の巨人（ボールド〈ミンガス・ジョンストン〉[42]）
- シャレード（本物のハミルトン・バーソロミュー）※ソフト版
- ジャン＝クロード・ヴァン・ダム アサシン・ゲーム（ポロ・ヤクール）
- ジャンプ・イン!（フェリックス）
- 13時間 ベンガジの秘密の兵士（デイヴ・ベントン〈デヴィッド・デンマン〉）
- 少林寺 達磨大師（般若多羅法師〈チェン・ソンヨン〉）
- シルバラード（コッブ〈ブライアン・デネヒー〉）※Netflix版
- シング・フォー・ミー、ライル[43]
- 真・三国志 天地戦乱（曹操〈クー・ジュンション〉）
- 新約聖書/ヨハネの福音書（カヤパ）
- スーパーバッド 童貞ウォーズ（マイケルズ〈セス・ローゲン〉）
- スーパーマン ※テレビ朝日新版
- スウェプト・アウェイ（船員〈リカルド・パーナ〉）
- スキップ・トレース（セルゲイ〈チャーリー・ローズ〉[44]）
- スターにアイ・ラブ・ユー（ハワード）
- スターリングラード ※ソフト版
- ストーン・コールド -影に潜む-（デアンジェロ〈ヴィト・レッザ〉）
  - 警察署長 ジェッシイ・ストーン 暗夜を渉る
  - 警察署長 ジェッシイ・ストーン 湖水に消える
  - 警察署長ジェッシイ・ストーン 訣別の海
- スピードウェイ
- スピリット・ボクシング
- スプリング・ガーデンの恋人（ダグ・リード〈オリヴァー・プラット〉[45]）
- スペシャル・フォース（リュカ〈ドゥニ・メノーシェ 〉）
- 300 〈スリーハンドレッド〉
- 西部悪人伝（シャーキー）※追加収録部分
- セイフティ/最高の兄弟（マイク・フェロ）
- セシル・B/ザ・シネマ・ウォーズ
- セレニティー（ブック牧師）
- ソウ ザ・ファイナル 3D（ロジャース刑事〈ローレンス・アンソニー〉）
- 続・夕陽のガンマン（ウォレス〈マリオ・ブレガ〉[46]）※テレビ朝日版（追加収録部分）
- ソルト（シュナイダー〈コリー・ストール〉）
- THE SALTON SEA ソルトン・シー（リトル・ビル〈ダニー・トレホ〉）
- ダーティ・コップ（サリシ〈キューバ・グッディング・ジュニア〉）
- ダーティハリー（キャラハンを殴る男）※追加収録部分
  - ダーティハリー2（刑事）※テレビ朝日版（追加収録部分）
  - ダーティハリー3（サンフランシスコ市長〈ジョン・クロウフォード〉）※追加収録部分
  - ダーティハリー4（ドネリー警部補〈マイケル・キュリー〉）※追加収録部分
- 第9地区（トーマス〈ケネス・ンコースィ〉）
- 太極神拳（ヤン〈ユエ・ハイ〉）
- タイタンの逆襲（マンティウス〈アレハンドロ・ナランホ〉[47]）
- ダイ・ハード4.0（サマー〈ティム・ラス〉、FBI技師1、男、カート、警察無線男1、ジミー・カーター、ジェラルド・R・フォード、トンネル男1、NDA、コリンズ）
- タクシードライバー（シークレットサービス）※ソフト版
- 007シリーズ
  - 007 ドクター・ノオ（ポッター、カジノの客）※ソフト版
  - 007 ロシアより愛をこめて（ヴァヴァラ、領事館職員）※ソフト版
  - 女王陛下の007（グルント〈ユーリ・ボリオンコ〉）※ソフト版
  - トゥモロー・ネバー・ダイ（カーヴァーの手下〈ニール・フィネガン〉[48]）※テレビ朝日版
- チェーン・オブ・ファイア
- チャーリーズ・エンジェル ※テレビ朝日版
- 沈黙の追撃（チーフ〈P・H・モリアーティ〉）
- ツールボックス・マーダー（バイロン〈グレッグ・トラヴィス〉）
- ディスタービア
- DEBUG/ディバグ（アイアム〈ジェイソン・モモア〉）
- ディラン・ドッグ デッド・オブ・ナイト（ヴァーガス〈テイ・ディグス〉）
- テキサス・レンジャーズ（アントン・マルセル〈オデッド・フェール〉）
- デザート・フォース（アンディ〈ジャッキー・シュロフ〉）
- デス・サファリ サバンナの悪夢（クロフォード〈ジェイミー・バートレット〉）
- テスター・ルーム（ジョセフ・クープランド教授〈ジャレッド・ハリス〉）
- デスランド（タイタス・コーダー男爵）
- デス・レース（フランケンシュタイン〈デビッド・キャラダイン〉、ナレーション）
- DOA/デッド・オア・アライブ（レオン〈シルヴィオ・シマック〉）
- デッド・サイレンス（ヘンリー・ウォーカー〈マイケル・フェアマン〉）
- デッドプール（コロッサス〈ステファン・カピチッチ〉[49]）
  - デッドプール2[50]
  - デッドプール&ウルヴァリン[51]
- デッドライン2 爆炎の彼方（シモンズ伍長）
- デッドロック（リップスコーム刑務所長〈デニス・アーント〉）
- デビルズ・リジェクト マーダー・ライド・ショー2（ジョージ・ワイデル〈トム・トウルズ〉）
- DUNE/デューン 砂の惑星（フィルムブックの声[52]）
- ドーベルマン・エクスプレス
- トゥー・ウィークス・ノーティス（マイク・ピアッツァ）
- トゥームレイダー2（アーミン・カル）※ソフト版
- 12 ラウンド（ジョージ・エイキン〈スティーヴ・ハリス〉）
- ドクター・スリープ（グランパ・フリック〈カレル・ストルイケン〉[53]）
- ドッグヴィル（ビッグ・マン〈ジェームズ・カーン〉）
- ドッグ・ショウ!
- 隣のリッチマン（ボスコ〈トム・マクレイスター〉）
- トラップ（ヤニック・ムラート〈ローラン・リュカ〉）
- トランスフォーマー: リベンジ（ザ・フォールン〈トニー・トッド〉）
- トランスフォーマー/最後の騎士王（ニトロ・ゼウス）
- トランスポーター2 ※テレビ朝日版
- ドリヴン（クラッシャー〈ブレント・ブリスコー〉）※テレビ東京版
- トリプルX（ビクトール〈ジャン・フィリペンスキー〉）※テレビ朝日版
- トロイ ※テレビ朝日版
- NARC ナーク（フリーマン・フランクス）
- 9デイズ（フリーマン）※フジテレビ版
- ニーベルングの指環（エイヴィン〈マックス・フォン・シドー〉）
- ネバー・サレンダー 肉弾凶器（クリス、ビリー〈ジェフ・チェイス〉）※ソフト版
- ノボケイン/局部麻酔の罠（パディ酒店のオーナー）
- ハード・ターゲット2 -ファイティング・プライド-（マッデン〈テムエラ・モリソン〉）
- ハード・デイズ（タフト〈クラーク・グレッグ〉）
- パール・ハーバー ※テレビ朝日版
- バイオハザードII アポカリプス（中尉〈ジム・コドリントン〉）※ソフト版、テレビ朝日版
- ハイランダー/最終戦士（カルロス）
- 爆裂都市（ヨン・ダイゴン長官）
- パシフィック・リム（サーシャ・カイダノフスキー〈ロバート・マイエ〉[54]）
- バトル・オブ・アトランティス（ハドレー中将〈グレアム・グリーン〉）
- パパラッチ（ケヴィン〈ケヴィン・ゲイジ〉）
- バビロンA.D.
- バレットダウン（ルディ）
- バンガー・シスターズ（ジェイク）※ソフト版
- パンプキンヘッド 禁断の血婚（エド・ハーレイ〈ランス・ヘンリクセン〉）
- ピクセル（クーパー〈ケヴィン・ジェームズ〉）
- ビッグ・ライアー（マローン）
- ヒップホップ・プレジデント（アール〈ジュード・チコレッラ〉）
- ヒトラーの贋札（アツェ〈ファイト・シュテュプナー〉）
- ピノキオとゼペット ※NHK-BS2版
- ピンクパンサー2（ローレンス・ミリケン〈ジョニー・アリディ〉）
- ファングス（ホフシュテッター）
- フィフティ・シェイズ・ダーカー（ジェイソン・テイラー〈マックス・マーティーニ〉）
- フィフティ・シェイズ・フリード（ジェイソン・テイラー〈マックス・マーティーニ〉）
- フェイス/オフ（ティト・ビオンディ〈ロバート・ウィズダム〉）※テレビ朝日新録版
- 4デイズ（チャールズ・トムソン〈スティーヴン・ルート〉）
- フォードvsフェラーリ（エンツォ・フェラーリ〈レモ・ジローネ〉[55]）
- プライド 栄光への絆（アイヴォリー・クリスチャン）
- プライマー（ブラッドショー）
- ブラック・ハート（マート）
- ブラック・ビューティー（テリー〈ハキーム・ケイ＝カジーム〉[56]）
- ブラックホーク・ダウン（マイク・デュラント准尉〈ロン・エルダード〉）※ソフト版
- ブラック・リバー（サル〈ロン・カナダ〉）
- ブルーサンダー（ショート軍曹〈エド・バーナード〉）※ソフト版
- フルメタルポイント（オデル）
- ブレードランナー 2049（サッパー・モートン〈デイヴ・バウティスタ〉[57]）
- ブレイブ ワン
- プロジェクトV 史上最悪のダム災害（セメンツァ〈ミシェル・セロー〉）
- ペイチェック 消された記憶 ※ソフト版
- ベイブ/都会へ行く ※日本テレビ版
- ヘルボーイ（ダイミョウ〈ダニエル・デイ・キム〉）
- ベンジェンス -復讐の自省録-（英語版）（ストロード〈カール・アーバン〉）※Netflix版
- ボーン・コレクター（カール・ハンソン警部補）※テレビ朝日版
- ボーン・レガシー
- ボアvsパイソン（テックス）
- 僕の、世界の中心は、君だ。（ソンジン）
- ホワイトハウス・ダウン（北ゲート警備員[58]）
- ホワイト・ファング ※NHK-BS2版
- マーダー・ライド・ショー（ジョージ・ワイデル〈トム・トウルズ〉）
- マッケンナの黄金（サム・フラー〈リー・J・コッブ〉）※ソフト版
- マッド・カンニバル（フランクス〈ランス・ヘンリクセン〉）
- マリー・アントワネット（ショワズール公爵）
- マン・オブ・スティール（ヘラルドソン船長〈ダグ・エイブラムズ〉）
- ミシェル・ヴァイヨン（ジョゼ）
- ミッション:インポッシブル2（ネコルヴィッチ博士〈ラデ・シェルベッジア〉）※テレビ朝日版
- ミッション:インポッシブル3（ディヴィアンのボディーガード〈ジェフ・チェイス〉）※フジテレビ版
- ミミック2（クリーランド刑事）
- メギド（モンティチェリ、ゾーンの将軍）
- モーガン プロトタイプL-9（ダレン・フィンチ博士〈クリス・サリヴァン〉）
- モービウス（操縦士[59]）
- モ'・ベター・ブルース（ボトム・ハマー〈ビル・ナン〉）
- モモ（ニコラ〈マリオ・アドルフ〉）※DVD版
- モロッコ（ルグランタール）※PDDVD版
- モンスタートラック（ミスター・ウェザース〈ダニー・グローヴァー〉）
- ヤング・ブラッド
- 夕陽のガンマン（ホアン・ワイルド〈クラウス・キンスキー〉[60]）※NETテレビ版完声版追録部分
- ラスト・キャッスル
- ラストツアー（ジョニー・サンシャイン）
- ラスト・ホリデイ（ボブ・スチュアート下院議員〈マイケル・ヌーリー〉、牧師〈ワーナー・リッチモンド〉）
- ラッシュアワー2
- リーサルレギオン
- ルーヴルの怪人
- ルードボーイズ（ビッグス〈マイケル・ベアー・タリフェロ〉）
- ルール 封印された都市伝説（マッケンナ保安官）
- ルビー&カンタン（ボジェル〈ジャン＝ピエール・マロ〉、看守、酒場の店主）
- レイクビュー・テラス 危険な隣人（クラレンス・ダーリントン）
- レギオン（パーシー・ウォーカー〈チャールズ・S・ダットン〉）
- レジェンド・オブ・アロー（タック〈ロジャー・アシュトン＝グリフィス〉）※ソフト版
- レスリー・ニールセンの裸の石を持つ男（グレッグ・ギネス）
- REC:レック/ザ・クアランティン（ダニー・ウィレンスキー〈コロンバス・ショート〉）
- レッド・ウォーター/サメ地獄 ※テレビ東京版
- レッド・ワン（クランプス〈クリストファー・ヒヴュ〉[61]）
- ロード・トゥ・ヘル（モラン〈オリヴァー・プラット〉）
- ローラーボール（ハローラン〈アンドリュー・ブリニアースキー〉）※ソフト版
- ロスト・ソウルズ（メルヴィン・サボー）
- ロッキー・ザ・ファイナル（マーティン、マイク・タイソン）
- ROCK YOU!（武術大会の審判）※ソフト版
- ロックンローラ（タンク〈ノンソー・アノジー〉）
- ロビン・フッド（アラン・ア・デイル〈アラン・ドイル〉）
- ロボシャークvs.ネイビーシールズ（ブラック海軍司令官〈ナイジェル・バーバー〉）
- ワイルド・スピードX2（エンリケ〈モー・ガリーニ〉）※ソフト版
- ワンス・アポン・ア・タイム・イン・アメリカ（パッツィ〈ジェームズ・ヘイデン〉）※DVD・BD版

#### ドラマ
- アガサ・クリスティー ミス・マープル
  - 動く指（検視官）
  - 親指のうずき（エックルズ〈スティーヴン・バーコフ〉、エイモス・ペリー）
- アグリー・ベティ2（ロジャー・アダムス弁護士〈バリー・ボストウィック〉）
- アナザー・ライフ〜天国からの3日間〜 シーズン1 #4（スティーヴ）、#10（サミュエル・ムーニー判事）
- アフェア2 情事の行方（ジェフリーズ〈ヴィクター・ウィリアムズ〉）
- アンダーカバー・ボス2 社長潜入調査（ジョン）
- アンフォゲッタブル2 完全記憶捜査
- ER緊急救命室
  - シーズン9 #18,#19（ニッキー〈ボディ・エルフマン〉）
  - シーズン10 #13（オギルビー〈クレイグ・ジャクソン〉）
  - シーズン11 #5（ブランドン・カーク〈ガーヴィン・ファンチズ〉）
  - シーズン12 #1（キングスレー〈クリストス〉）
  - シーズン13 #5（デュラン〈レイ・ベイカー〉）
  - シーズン14 #19（アンソニー〈エマーソン・ブルックス〉）
- 倚天屠龍記（チャカンテムール、空聞、都大錦、李天恒、常四）
- WITHOUT A TRACE/FBI 失踪者を追え!2 #11（マッチャン）
- 宇宙船レッド・ドワーフ号（リマーの父〈サイモン・トレヴェス〉）
- ウォリアー（ファーザー・ジュン〈ペリー・ユン〉）
- ウォンテッド!ローラ&チェルシー（レイ・スタントン〈ニコラス・ベル〉）
- NCIS: ニューオーリンズ シーズン2 #6（ヴィンセント）
- NCIS 〜ネイビー犯罪捜査班
  - シーズン5（スティーブ・ロゼッティ捜査官〈ニック・チンランド〉）
  - シーズン10 #17（ビル・シャード刑事）
- F.B.EYE!! 相棒犬リーと女性捜査官スーの感動!事件簿 シーズン1 #8（サンタのフレッド）
- 救命医ハンク2 セレブ診療ファイル（ドナルド・グリーン〈ポール・ワイト〉）
- 救命医ハンク4 セレブ診療ファイル（アーニー〈ドナル・ローグ〉）
- グッド・ドクター 名医の条件 シーズン1 #16（ハンター・デノーブル）
- クリミナル・マインド6 FBI行動分析課（ジェイムズ・トーマス〈クレイグ・シェイファー〉、ショーン）
- クリミナル・マインド8 FBI行動分析課（デヴィッド・ロイ・ターナー〈マシュー・リラード〉）
- クリミナル・マインド 特命捜査班レッドセル（ポッター巡査部長）
- ケース・センシティブ 静かなる殺人
- ゲーム・オブ・スローンズ（カール・ドロゴ〈ジェイソン・モモア〉、ジオー・モーモント総帥〈ジェームズ・コスモ〉、ベンジェン・スターク〈ジョゼフ・マウル〉、リカード・カースターク、メイス・タイレル、エイロン・グレイジョイ）
- ゲームシェイカーズ（ビッグ・ヴィシャス〈ハーレイ・モーレンスタイン〉）
- ゴーメンガースト
- コールドケース6、7（モー・キッチナー〈ダニエル・ボールドウィン〉）
- コウラン伝 始皇帝の母（廉頗〈ヤオ・ウェイピン〉[62]）
- ザ・プラクティス ボストン弁護士ファイル（ケニー・ウォルシュ検事）
- 三国志 赤壁の戦い レッド・クリフのすべて（関羽〈ルー・シューミン〉）※再編集DVD版
- THE BRINK/史上最低の作戦（ラジャ、オブライエン）
- ザ・プレイヤー 〜究極のゲーム〜（ダウード〈カルロ・ロタ〉）
- ザ・ルーキー 40歳の新米ポリス!?（ウェイド・グレイ巡査部長〈リチャード・T・ジョーンズ〉[63]）
  - ザ・ルーキー: FEDS FBI新米捜査官ファイル
- ジーナ（刀の達人）
- ジ・アメリカンズ
- CSI:マイアミ（アレリオ・モレノ、アル・ハンフリーズ〈ルー・ベティ・Jr〉）
- CSI:マイアミ5（トニー・デッカー〈コビー・ベル〉）
- CSI:ニューヨーク2（グライムス〈ウェイン・デュヴァル〉）
- CSI:科学捜査班（トーマス・ピケンズ / ロジャー・ピート〈W・アール・ブラウン〉）
- 射鵰英雄伝（ジェベ〈バー・ユィン〉、一灯大師〈ワン・ウェイグォ〉、郭嘯天）
- ジャン＝クロード・ヴァン・ジョンソン（フィン〈タイット・フレッチャー〉）
- 宿敵 因縁のハットフィールド&マッコイ
- 神鵰侠侶（金輪国師〈バー・イン〉、一灯大師〈ワン・ウェイグォ〉）
- SUITS/スーツ（テレンス・ウルフ〈シャイ・マクブライド〉）
- 推定無罪（トミー･モルト〈ピーター・サースガード〉）
- スキャンダル5 託された秘密（ローワン・ポープ〈ジョー・モートン〉）
- スターゲイト アトランティス（トッド〈クリストファー・ハイアーダール〉）
- STARTUP スタートアップ（ジェイジェイ）
- スタートレック:エンタープライズ（デグラ〈ランディ・オグレスビー〉）
- S.W.A.T. シーズン1 #1（デル）
- 孫子兵法（沈尹戌〈李中華〉）
- ダーク・マテリアルズ/黄金の羅針盤（ファーダー・コーラム〈ジェームズ・コスモ〉）※U-NEXT版
- ターミネーター:サラ・コナー クロニクルズ（フェイク・サルキッシャン〈クレイグ・フェアブラス〉）
- タイタニック 愛と偽りの航海（チャールズ・ハーバート二等航海士）
- 太陽を抱く月
- ダウントン・アビー
- TOUCH/タッチ
- ダメージ（マルコム〈マイケル・ペンバートン〉）
- チャームド 〜魔女3姉妹〜（ブレント・ミラー〈ラファエル・スバージ〉）
- デスパレートな妻たち8
- Terra Nova 〜未来創世記
- TRUE DETECTIVE / 二人の刑事（ビリー・O・タトル〈ジェイ・O・サンダース〉）
- 24 -TWENTY FOUR-
- ドラキュラ伯爵 #2（ユセフ・カーコア〈ヴィクトル・オルガレン〉）
- ナイト・エージェント（新長官[64]）
- ナイトライダー NEXT（リード・ガンマン〈マイケル・カドリッツ〉）
- 西海岸捜査ファイル グレイスランド シーズン3（ショーン・ローガンFBI支局長〈ラリー・ギリアード・Jr〉）
- ニュー・アムステルダム　医師たちのカルテ シーズン1第16話（バール〈オラフル・ダッリ・オラフソン〉）
- バーン・ノーティス 元スパイの逆襲（ジョン・ベック）
- バビロン5（モボタビー、海賊、アナウンス、バーテンダー〈ダン・ウォーレン〉 他）
- パワーレンジャーシリーズ
  - パワーレンジャー・ロスト・ギャラクシー（ジェラ）
  - パワーレンジャー・ライトスピード・レスキュー（再生マグマボア〈デイヴィッド・ロッジ〉、バスの運転手）
- HAWAII FIVE-0（アーロン・ブレナー）
  - シーズン3（キモ）
  - シーズン7（アバティ〈ダリアス・ラッカー〉）
- 犯罪捜査官ネイビーファイル シーズン10（ルイス・アトウォーター〈マイケル・ガストン〉）
- バンド・オブ・ブラザース #10
- HEROES/ヒーローズ（マウリー・パークマン〈アラン・ブルーメンフェルド〉）
- ビッグ・ショーのファミリー・ショー（ビッグ・ショー / ポール・ワイト〈ビッグ・ショー〉）
- フーディーニ&ドイルの怪事件ファイル 〜謎解きの作法〜（フォルト）
- FIRES〜オーストラリアの黒い夏〜 #6（ダグ〈サリバン・ステイプルトン〉[65]）
- フォーリング スカイズ
- THE BLACKLIST/ブラックリスト
  - シーズン1（ナディーム・イドリス、FBI捜査官、ブリムリー、Dr.ギデオン・ハドリー）
  - シーズン2（ユージーン・エイムズ、シェリダン議員、クォン・ザン）
  - シーズン3（オペレーター46）
- ブリーズ～息を止めないで～（リブの父〈フアン・パブロ・エスピノサ〉）
- プリズン・ブレイク（フィリ―・ファルゾーニ〈アル・サピエンザ〉）
- 碧血剣（ドルゴン〈バー・イン〉）
- BONES シーズン4（アーサー・ラング〈リチャード・ガント〉、ギャラガー）
- BONES シーズン10（ジョージ・ギボンズ〈ジム・ビーヴァー〉）
- ホット・ガールズ・ウォンテッド オンライン・ラブ（ロン）
- ボディ・オブ・プルーフ 死体の証言（ルー・デービス〈ジェームス・コルビー〉）
- ボディ・オブ・プルーフ3 死体の証言（ブリック・マルコム医師〈クレイグ・ビアーコ〉）
- ボバ・フェット/The Book of Boba Fett #3、7（パイク・シンジケート）
- マードック・ミステリー 〜刑事マードックの捜査ファイル〜（ヒューゴ・バージェス）
- マーニーと魔法の書（ブルーノ）
- MACGYVER/マクガイバー シーズン2（ダギー・ルカーノ〈ドメニク・ランバルドッツィ〉）
- 魔術師 MERLIN（ヘンギスト）
- マトロック #1（ファーガソン刑事）
- ミッシング -サイキック捜査官- #13（ジョン・マーレ）
- ヤング・スーパーマン ファイナル・シーズン（カーター・ホール / ホークマン〈マイケル・シャンクス〉）
- Uボート156 海狼たちの決断（ロストウ機関長）
- ラコニア号 知られざる戦火の奇跡（ロストウ〈ティアス・ケーベリン〉）
- ラスト・キングダム（グスルム〈トーマス・W・ガブリエルソン〉）
- リゾーリ&アイルズ2（ケヴィン・フリン）
- ロストワールド 〜失われた世界〜（ゴース2）
- ロック、ストック&ワン・ビッグ・ブロック（テリー、トゥースレス）
- 私はラブ・リーガル（ジム・ポールマン弁護士）

#### アニメ
- ウェイン&ラニー クリスマスを守れ!
- カンフー・パンダ2（マスター・ワニ）
- ジェイコブと海の怪物（ジェームズ・クロウ船長）
- シャーク・テイル（フランキー）
- ジャスティス・リーグ（オリオン、ゴリラ・グリッド）
- スーパーマン（オリオン）
- スター・ウォーズ/クローン・ウォーズ（オシ・ソベック）
- スター・ウォーズ 反乱者たち（マイルズ・グリント管理官）
- スパイダーマン（ヘンリー “ハンク”・マッコイ / ビースト）
- トムとジェリー テイルズ
- トランスフォーマー アドベンチャー -マイクロンの章-（ポーラークロー）
- 百妖譜（和尚）
- ヘラクレス（男性）
- ボルトロン（ザルコン）
- 森のリトルギャング（ヴィンセント）
- モンスターVSエイリアン
- ヨセフ物語 〜夢の力〜
- リセス 〜ぼくらの夏休みを守れ!〜（フェンイーク）

#### テレビ番組
- ホテル・ヘル 熱血!再生プロジェクト

### ラジオ
- 天狗陰陽道 牛若退魔録之一 鋼鉄の魔人（武蔵坊弁慶）

### ラジオドラマ
- NHK-FM FMシアター
  - インド現代文学シリーズ「誰のために哭いたのか」（1999年）
  - 「逆回りのお散歩」（2013年） - 石川
- NHK-FM 青春アドベンチャー
  - 「鬼の橋」（1999年） - 非天丸
  - 「時の旅人」（1999年） - 風速
  - 「誰のために哭いたのか」（1999年）
  - 「ダブル・キャスト（2001年） - 広長
  - 「スタープレイヤー」（2015年）
  - 「ニコルの塔」（2015年）

### ナレーション
- ザ・広島タワー（TVCM）
- ザ・熊本タワー（TVCM）
- ザ・山男（ヒストリーチャンネル）
- 実録太平洋戦史DVD
- ドッグファイト華麗なる空中戦（ヒストリーチャンネル）
- ヒーローズ（ディスカバリーチャンネル）
- ワンス・アポン・ア・タイム特集「いよいよ登場!アナとエルサ」（NHK BSプレミアム） - ナレーター（ジョン・リス＝デイヴィス）

### ボイスオーバー
- ガニー軍曹のミリタリー大百科（ヒストリーチャンネル） - ガニー軍曹（R・リー・アーメイ）
- 現代の驚異シリーズ（ヒストリーチャンネル）
- 世紀の戦車対決（ディスカバリーチャンネル）
- 地球ドラマチック（NHK Eテレ）
  - 「スフィンクスの謎を解け!」」（2012年）
  - 「ガラクタオーケストラの挑戦 〜チャイコフスキー序曲「1812年」（2012年）
  - 「極寒に生きる クズリ 〜謎の生態に迫る〜」（2012年）
  - 「永遠の命は実現できるか!? 〜再生医療・遺伝子・アバター〜」（2013年）
  - 「ロボットがやってきた!その時、人間は…」（2013年）
  - 「徹底再現!古代エジプトの“戦車"」（2013年）
  - 「ヘラクレイオン 海に沈んだ古代エジプト都市」（2013年）
  - 「空飛ぶ車を作れ!」（2013年）
  - 「人気シェフが行く 英国ウェールズ“ふるさとの味”」（2013年）
  - 「パンダがやってくる! 〜シンガポール飼育員の奮闘記〜」（2015年）
  - 「野生動物レスキュー最前線」（2015年）
  - 「アブ・シンベル神殿を守れ!〜世紀の引っ越し大作戦〜」（2016年）
  - 「究極のツタンカーメン（前編）」（2017年）
  - 「あなたの知らないイスタンブール〜3Dで再現!魅惑の古都〜」（2018年）
- ノーベル賞受賞者が語る科学の未来（NHK総合） - リチャード・ロバーツ
- BS世界のドキュメンタリー（NHK BS1）
  - 「キャンプビクトリー アフガニスタン軍司令官の苦闘」（2013年） - アミヌラ上級曹長
  - 「世界最大の原発 建設へ インドのジレンマ」（2017年） - E・A・S・サルマ
- モーガン・フリーマン 時空を超えて（2015年、NHK Eテレ）
- アニマルプラネット 検証！動物界の小さな巨人（2020年、ブラッドリー、ナレーション）

### 舞台
- ハートキャッチプリキュア! ミュージカルショー（仙吉）

### シリーズ一覧
1. ↑  第1期（1999年）、第2期『おジャ魔女どれみ♯』（2000年）、第3期『も〜っと!おジャ魔女どれみ』（2001年）
2. ↑  第1作（1999）、第2作『R』第2期（2015年
3. ↑  第1期（2009年 - 2013年）、第2期（2014年 - 2016年）、第3期（2018年 - 2019年）、続編『100年クエスト』（2024年）
4. ↑  第3シリーズ『〜ずっと最高のトモダチ〜』（2010年）、特別編『スティッチと砂の惑星』（2012年）
5. ↑  第2期『II』（2011年）、第3期『III』（2018年 - 2019年）
6. ↑  第1期（2014年）、第2期『AVENGING BATTLE』（2014年）
7. ↑  第1作（2016年 - 2017年）、第2作『魔法つかいプリキュア!!〜MIRAI DAYS〜』（2025年）
8. ↑  1st season（2019年）、2nd season（2022年）